# Nassaubioscoop
De Nassaubioscoop (ook bekend als de Centrum Bioscoop en Thalia Theater) is een voormalige bioscoop aan de Lijnbaansgracht in de Jordaan in Amsterdam. Over theaters in Amsterdam is veel gepubliceerd. In 1996 publiceerde Richard van Bueren: Saturday night at the movies: het grote Amsterdamse bioscopenboek, 2 delen. Oss, Amsterdam, 1996. Over de theaters in de Jordaan publiceerden in 2011 Anneloes Pen en Ton Damen, in samenwerking met Mieke Krijger, een groot overzichtsartikel in Het Parool: 'Paleizen van Heintje Davids en de stomme film'. Theo Bakker vatte het voorgaande enigszins samen in een artikel.
Het theater werd in opdracht van de ondernemers S. Nort en J. Alengs gebouwd als filmtheater naar een ontwerp van de architect Pieter Antonie Johan Scheelbeek. P.A.J. Scheelbeek kwam met een ontwerp dat duidelijk geënt was op de Moorse architectuur, met drie typerende hoefijzerbogen op de façade, geflankeerd door twee blinde ramen waarin ruimte was voor affiches. In die dagen hadden films iets exotisch, bioscopen werden vernoemd naar het Alhambra etc. Met zijn markante uiterlijk speelde de bioscoop rol in de geschiedenis van de cinematografie. Het theater dat spoedig een variététheater werd, kende zo'n honderd stoelen in één zaal die 19 meter diep en 8,5 meter breed was, met een hoogte van 4,80 meter. De artiesten die er optraden werden lokale helden, zoals Mie en Ko (Gebroeders Chanson). Zij baseerden hun revues op de actualiteit en traden vervolgens ook landelijk op. Ook vonden regelmatig bijeenkomsten plaats voor de SDAP. Er was een noodgang die uitkwam op een binnenplaatsje dat toegang gaf tot een slop, de Berengang. De gang en de daaraan staande pandjes bestaan nog steeds. In de inpandige huizen woonden tot 1934 ambachtslieden.
De bioscoop opende op 27 april 1913 zijn deuren (de oude bebouwing moest eerst nog gesloopt worden) en werd toen uitgebaat door ene H. van Praag. In maart 1929 sloot het bedrijf, maar de bioscoop maakte nog twee herstarts; de eerste volgde een maand na de sluiting in 1929 onder de naam 'Centrum Bioscoop' en legde nog geen jaar later in 1930 alweer het loodje, de bioscoop in april 1931 onder de naam 'Thalia Bioscoop' opnieuw geopend, maar dit was ook geen succesvolle onderneming. De bioscoop sloot in maart 1933 definitief de deuren. De naam Thalia ging over op een zalencomplex dat vlak bij de bioscoop, op de hoek van de Goudsbloemstraat en de Lijnbaansgracht was gelegen. Dit heeft het nog tot het begin van de 21ste eeuw uitgezongen.

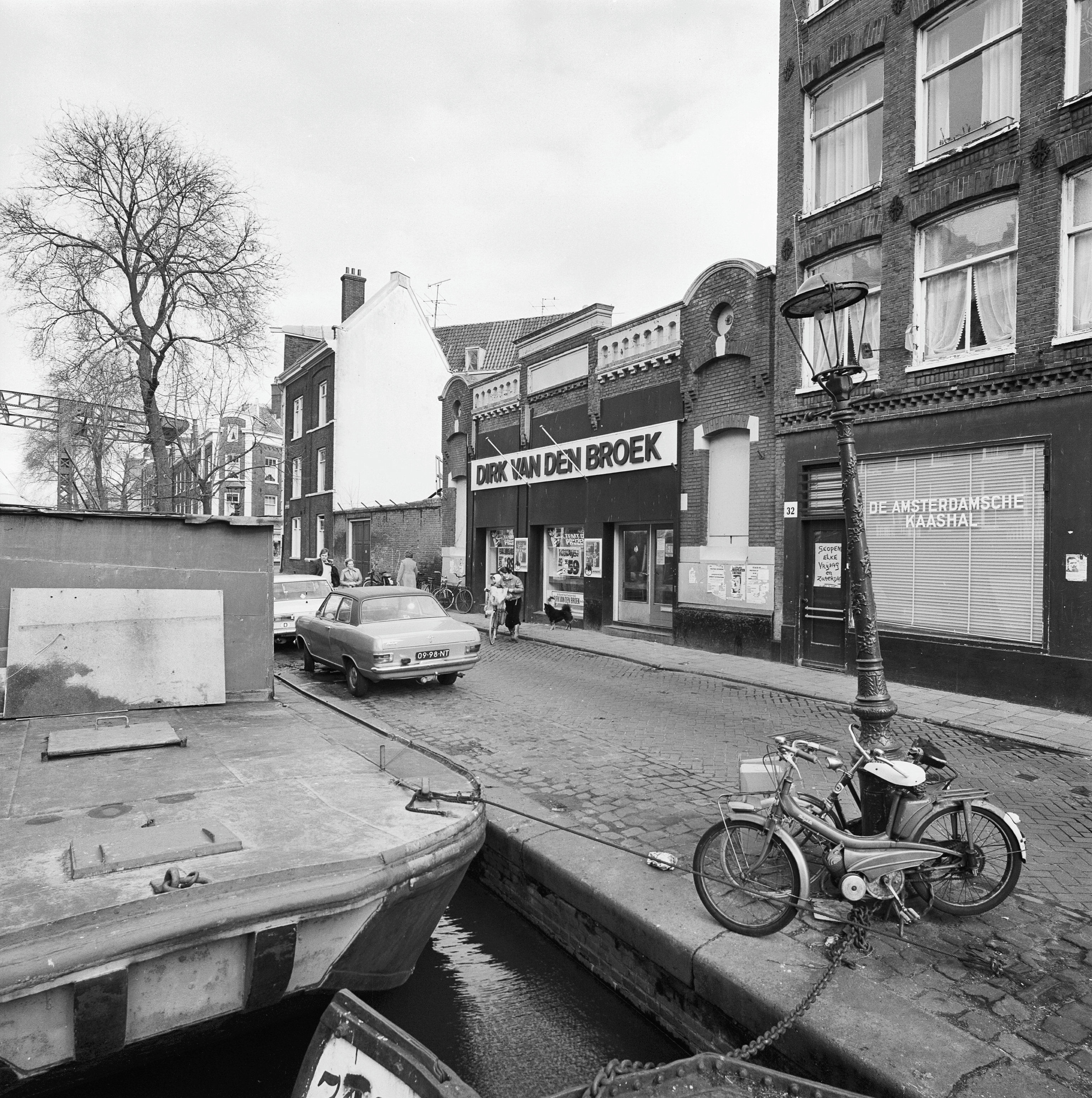
Het gebouw in de jaren zeventig

Het gebouw heeft daarna nog enkele andere functies gehad. Lange tijd was er een houthandel in gevestigd. In 1971 werd Dirk van den Broek de eigenaar en vestigde in het theater een supermarkt Dirk van den Broek en korte tijd een galerie. Over het verval van dit theater werd voor het eerst in 2007 alarm geslagen in  Wijkkrant Jordaan & Gouden Reael. In 2009 waren er plannen het pand te slopen en er een luxe appartementencomplex te bouwen, maar dit plan werd door Stadsdeel Centrum afgekeurd omdat het de sloop behelsde van de gevel. In het besluit speelde het rapport Waardestelling. De voorgevel van de voormalige Nassaubioscoop uit 2008 en het artikel in de wijkkrant een rol.
Dirk van den Broek, de eigenaar, heeft de winkel in het pand rond 2002 opgeheven. Het gebouw verloederde vervolgens. Pas eind 2016 werden op aandringen van de welstandscommissie de witte platen, die de gevel zo'n 30 jaar hadden bedekt, verwijderd om te onderzoeken of er nog oorspronkelijk elementen in de gevel zaten. Dat was het eerste onderzoek na het waardestellingsrapport dat in 2008 was gepresenteerd. In dat rapport werd een monumentenstatus voor het theater bepleit. Het Jordaanmuseum had al in 2007 de aandacht gevraagd voor het in verval rakend pand, een van de veertien theaters die er ooit in de Jordaan zijn geweest.
In 2020 begon in opdracht van een projectontwikkelaar de transformatie van het voormalige theater tot twee huurappartementen en een ruimte voor detailhandel.